# 希瑟格倫 (加利福尼亞州)
希瑟格倫（英語：Heather Glen）是位於美國加利福尼亞州普萊瑟縣的一個非建制地區。該地的面積和人口皆未知。

## 地理
希瑟格倫的座標為39°01′06″N 120°58′55″W / 39.01833°N 120.98194°W，而該地的平均海拔高度為628米（即2060英尺）。